# Ana María Flores
Ana María Flores Sanzetenea (sinh ngày 29 Tháng 7 năm 1952) là một kỹ sư, doanh nhân, cựu thượng nghị sĩ, và chính trị gia người Bolivia. Bà cũng được biết đến với tư cách ứng cử cho chức Tổng thống của Bolivia trong cuộc tổng tuyển cử năm 2009, trong đó bà đứng thứ năm về số phiếu.

## Tiểu sử
Ana María Flores sinh ngày 29 tháng 7 năm 1952 tại thành phố Sucre, Bôlivia. Việc học tiểu học và trung học của bà diễn ra ở quê nhà. Bà tiếp tục học cao hơn, đến Hoa Kỳ để học ngành kỹ thuật dân dụng tại Trinity College. Bà cũng kết hôn với một công dân Hoa Kỳ. Vài năm sau khi kết hôn, Flores đã góa chồng với hai cô con gái.
Trong suốt cuộc đời làm việc của mình, Flores dành toàn bộ cho công việc kinh doanh của công ty khai thác và thiết bị khai thác mỏ Whenhell, trong đó bà là tổng giám đốc và chủ sở hữu từ 27 tuổi, từ 1979 đến 1984. Bà cũng là đại diện của các công ty Renardet Ingenieurs từ 1984 đến 1992, Santi Consulting từ 1990 đến 1997, và Iberinsa từ 1992 đến 1998. Flores cũng là chủ sở hữu của tập đoàn đầu tư Cristal từ năm 1995 cho đến khi kết thúc năm 2002.

## Đời sống chính trị
Ở tuổi 50, Flores được Lực lượng Cộng hòa mới của Manfred Reyes Villa mời tham gia cuộc bầu cử, nơi bà giành được vị trí thượng nghị sĩ cho Bộ La Paz trong Hội đồng Lập pháp Plurinational. Tuy nhiên, cô rời khỏi đảng sau cuộc xung đột khí đốt năm 2003, trong chính phủ thứ hai của tổng thống Gonzalo Sánchez de Lozada (2002-2003).
Trong thời gian này, Flores gia nhập "Nhóm chuyển đổi", một số thượng nghị sĩ đã từ chức khỏi các đảng chính trị tương ứng của họ sau cuộc xung đột khí đốt. Flores đóng góp bằng cách tố cáo một số trường hợp gia đình trị trong đại hội Bolivian. Bà giữ vị trí thượng nghị sĩ cho đến năm 2005.
Bốn năm sau khi rời nhiệm sở, ở tuổi 57, Flores ra tranh cử tổng thống trong cuộc tổng tuyển cử năm 2009 với Phong trào Yêu nước Xã hội Thống nhất. Bà đứng thứ năm với 23.257 phiếu (chiếm 0,51% tổng số phiếu).